# Dave Sinclair
David (Dave) Sinclair (Anglia, Kent, Herne Bay, 1947. november 24. –) progresszív rockot játszó billentyűs játékos, része a canterburyi szcéna nevű zenei iskolának.   A Caravan nevű együttessel vált híressé, számos klasszikussá vált számuk szerzője volt. Nevéhez fűződik többek között a  "For Richard", a "Nine Feet Underground", a "The Dabsong Conshirtoe", és a"Proper Job/Back To Front".

## Életrajz
Zenei karrierjét a Wilde Flowersben kezdte, majd 1968-ban megalakította a Caravant unokatestvérével Richard Sinclairrel (basszus/ének), Pye Hastingsszel (gitár/ének) és a dobos Richard Coughlannel. Az elkövetkező 35 év során többnyire az együttes tagja volt (1968-71., 1973-75., 1979-82., 1990-2002.). A Caravan első három albumán folyamatosan fejlesztette orgona-játékát, egészen híres, In the Land of Grey and Pink című albumukig  (1971.). A Calyx, a canterburyi szcéna weblapja úgy beszél róla, hogy ő volt "a tipikus canterburyi orgona-játék mestere".
Caravan-béli epizódjai közben tagja volt a  Matching Mole (1971-72.), a Hatfield and the North (1972-73.), a The Polite Force (1976-77.), és a Camel együtteseknek, ez utóbbit 1978-ban, a Breathless című albumukat támogató turnén erősítette.
Később szólókarrierjének építésével foglalta el magát, melynek keretében Japánban adott koncerteket és megjelentetett két szóló albumot: Full Circle és Into the Sun (mindkettő 2003-ban jött ki). 2006-ban jelent meg Moon Over Man című albumának újra-kiadása. A lemez az énekes Tim Lynk közreműködésével készült és 1976-77. évi, akkor ki nem adott demo felvételeket tartalmaz, valamint néhány bónusz számot is az 1993-as első kiadáshoz képest.

## Diszkográfia
- 1968. - Caravan / Caravan  (Verbe VLP 6011)
- 1970. - Caravan / If I Could Do It All Over Again I'd Do It All Over You (Decca SKL-R 5052)
- 1971. - Caravan / In The Land Of Grey And Pink (Deram SDL-R 1)
- 1971. - Robert Wyatt / The End of an Ear (CBS 64189)
- 1972. - Matching Mole / Matching Mole (album) (CBS 64850)
- 1973. - Caravan / For Girls Who Grow Plump In The Night (Deram SKL-R 12)
- 1974. - Caravan / Caravan And The New Symphonia (Decca SKL-R 1110)
- 1975. - Caravan / Cunning Stunts (Deram SKL-R 5210)
- 1980. - Caravan / The Album (Kingdom KVL 9003)
- 1980. - Caravan / The Best of Caravan Live (Kingdom 426002)
- 1982. - Caravan / Back to Front (Kingdom KVL 5011)
- 1993. - Caravan / Live (Demon Code90 NINETY 2 )
- 1993. - Dave Sinclair / Moon Over Man (Voiceprint VP119CD)
- 1992. - Richard Sinclair's Caravan of Dreams / Same (HTD CD7)
- 1993. - Richard Sinclair's Caravan of Dreams / An Evening of Magic (HTD CD 17)
- 1995. - Caravan / The Battle Of Hastings (HTD Records HTDCD 41)
- 1996. - Caravan / All Over You (HTD Records HTDCD 57)
- 1997. - Caravan / Live From The Astoria (HTD Records HTDCD 79)
- 1997. - Polite Force / Canterbury Knights (Voiceprint VP187)
- 1998. - Caravan / Back On The Tracks (CoCaCamp act001)
- 1999. - Caravan / All Over You Too (HTD Records HTDCD 102)
- 2003. - Dave Sinclair /  Full Circle  (DSincs-Music 001)
- 2003. - Dave Sinclair / Into the Sun (DSincs-Music 002)
- 2004. - Caravan / The Unauthorised Breakfast Item (on 2 tracks) (Eclectic Discs ECL 1001)
- 2010 - Dave Sinclair / Pianoworks I - Frozen In Time (CRSCNT 001)
- 2011 - Dave Sinclair / Stream (CRSCNT 002)

## Fordítás
- Ez a szócikk részben vagy egészben  a   Dave Sinclair című angol Wikipédia-szócikk ezen változatának fordításán alapul.  Az eredeti cikk szerkesztőit annak laptörténete sorolja fel. Ez a jelzés csupán a megfogalmazás eredetét és a szerzői jogokat jelzi, nem szolgál a cikkben szereplő információk forrásmegjelöléseként.